# Adriaan Pieter van den Blink
Adriaan Pieter van den Blink (Brielle, 24 februari 1887 – 18 augustus 1975) was een Nederlands politicus. 
Hij werd geboren als zoon van Leendert Pieter van den Blink (1857-1940, (kandidaat-)notaris) en Johanna Catharina van Dis (1858-1957). Hij ging in Schiedam naar een gymnasium en is in 1914 aan de Rijksuniversiteit Leiden afgestudeerd in de rechten. Later dat jaar is hij daar op stellingen bevorderd tot doctor in de rechtswetenschap. Begin 1915 werd Van den Blink benoemd tot burgemeester van Vierpolders en daarnaast zat hij enige tijd in de directie van de Brielse Hypotheekbank. Vanaf 1932 was hij tevens de burgemeester van Zwartewaal. Van den Blink ging in 1952 met pensioen en overleed in 1975 op 88-jarige leeftijd. 
In Vierpolders is naar hem de 'Burgemeester A.P. van den Blinklaan' vernoemd. 